# Папиева къща
Папиевата къща (на гръцки: Αρχοντικό Παπία) е възрожденска къща в град Костур, Гърция.

## Местоположение
Къщата е била разположена в южната традиционна махала Долца (Долцо) на улица „Орестиада“ № 21.

## Истрия
Къщата е известна и като Янакакиева (Αρχοντικό Γιαννακάκη) по името на първия собственик. Къщата е била триетажна.
В 1965 година година е обявена за паметник на културата.
Къщата изгаря в началото на 90-те години на XX век.